# Over-the-top content
Het begrip over-the-top, meestal verkort tot OTT, wordt in de context van telecommunicatie gebruikt ter referentie naar content van een derde partij die direct naar de eindgebruiker wordt verzonden, waarbij de ISP simpelweg slechts zorgt voor het transport van de IP-packets.

## Definitie
Voor OTT-diensten geldt dat er geen exclusieve technische of commerciële koppeling is tussen de aansluiting en de dienst. De dienst is met andere woorden via verschillende aansluitingen op verschillende netwerken van verschillende providers toegankelijk.
In broadcasting, is over-the-top content (OTT) de distributie van audio, video, en andere media via het internet zonder dat er een multi-systeembeheerder over de distributie van de content gaat. De internetprovider is op de hoogte van de content die de Internet Protocol-packets dragen, maar is niet verantwoordelijk voor het bekijken, de kijkopties, rechten en/of herdistributie van de content. 

## Technische aspecten
Technisch gezien is OTT sterk afhankelijk van netneutraliteit, oftewel een open netwerk, dat toegang biedt tot de dienst (informatiedienst, content) die over dat netwerk geboden wordt.
In de praktijk zal het meestal gaan over internet als drager. De kwestie of OTT-diensten geleverd kunnen worden is dan afhankelijk van de internettoegangsdienst:
- zijn alle diensten (domeinen, IP-adressen) bereikbaar
- worden er geen poorten geblokkeerd
- worden bepaalde verkeersstromen niet tegengehouden

In het geval van mobiel internet en kabel-internet is het niet altijd zo geweest dat deze geschikt waren voor de doorgifte van VoIP of televisie.

## over-the-top
OTT-VoIPDiensten als Skype (Microsoft), WhatsApp (Facebook) en FaceTime (Apple), die spraak-, tekst- en videoconferentiediensten bieden via IP (en zo de conventionele telefoniedienst ontwijken)
OTT-televisie(digitale) televisie meestal via een apart kastje in dit geval Apple TV - over het internet aangeboden wordt, buiten het standaard televisiepakket om.